# C. Douglas Dillon
Clarence Douglas Dillon (Genebra, 21 de agosto de 1909 — Nova York, 10 de janeiro de 2003) foi um político norte-americano. Foi o 57.° Secretário do Tesouro dos Estados Unidos, cargo que ocupou de 1961 até 1965.

## Carreira política
Dillon esteve ativo na política republicana desde 1934. Ele trabalhou para John Foster Dulles na campanha presidencial de Thomas E. Dewey em 1948. Em 1951, ele organizou o esforço de Nova Jersey para garantir a indicação republicana de 1952 para Dwight D. Eisenhower. Ele também foi um contribuinte importante para a campanha para as eleições gerais de Eisenhower em 1952. 
O presidente Eisenhower o nomeou embaixador dos Estados Unidos na França em 1953. Após essa nomeação, ele se tornou subsecretário de Estado para Assuntos Econômicos em 1958 antes de se tornar subsecretário de Estado no ano seguinte.
Em 1961, John F. Kennedy nomeou Dillon Secretário do Tesouro Republicano. Dillon permaneceu como secretário do Tesouro do presidente Lyndon B. Johnson até 1965.

Dillon propôs a quinta rodada de negociações tarifárias sob o Acordo Geral sobre Tarifas e Comércio (GATT), conduzido em Genebra 1960-1962; passou a ser chamada de "Rodada Dillon" e levou a uma redução tarifária substancial. Dillon foi importante para garantir o poder presidencial para reduções tarifárias recíprocas sob a Lei de Expansão do Comércio de 1962. Ele também desempenhou um papel na elaboração da Lei de Receitas de 1962, que estabeleceu um crédito de investimento de 7 por cento para estimular o crescimento industrial. Ele supervisionou a revisão das regras de depreciação para beneficiar o investimento corporativo.